# ام‌اس سمیریل
ام‌اس سمیریل (به انگلیسی: MS Smyril) یک کشتی است که طول آن ۱۳۸ متر (۴۵۲ فوت ۹ اینچ) می‌باشد. این کشتی در سال ۲۰۰۵ ساخته شد.